# カドケシ

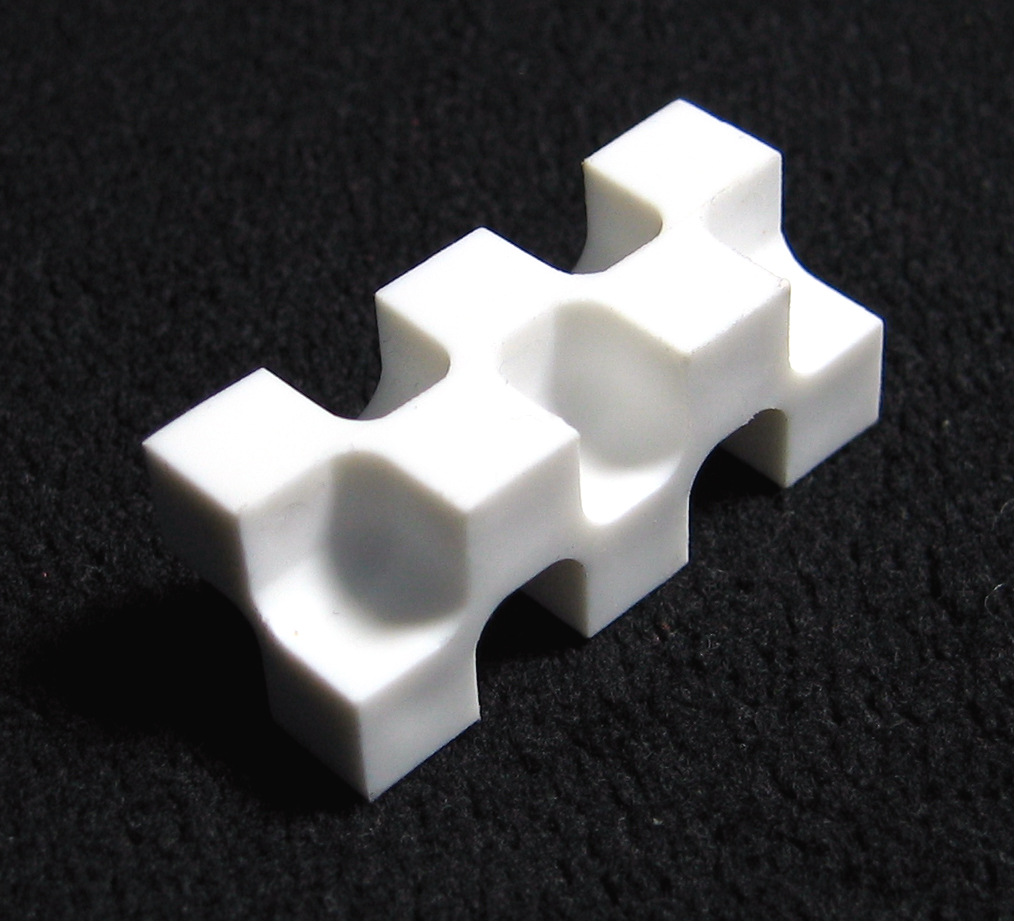
カドケシプチ

カドケシは、コクヨ（2004年から2015年まではコクヨS&T）が2003年5月から販売している消しゴムのブランドである。

## 概要
名前のとおり、消しゴムの角で文字を細かく消すのに最適である。
その形状は、一辺が1 cmの立方体を10個、互い違いに配置した形状で、全体の大きさは5 cm × 2 cmで、カドが28個あり、繋ぎ目の箇所はRになっている。素材は非ポリ塩化ビニル素材で、ポリスチレン系エラストマー樹脂でできているため、特殊な形状の本製品でも裂けにくい。消しゴムとしてのその独特の形状から、本商品はMoMA（The Museum of Modern Art）の「MoMAデザインコレクション」に選定され同美術館に収蔵されている。並びに、2003年度グッドデザイン賞を受賞。デザインはプロダクトデザイナーの神原秀夫。
スタンダードサイズの上記の他に、立方体の一辺が7 mmからなる「カドケシプチ」（写真）、および一辺が15 mmの「デカドケシ」（限定生産）がある。

## 「カドケシ」シリーズ
- カドケシ（スタンダード）
- カドケシプチ（青、ピンク、白）
- プチカドケシ（青、ピンク、白） - 携帯電話やスマートフォンのストラップとして使用できる。

- 限定生産品
  - 「デカドケシ」
  - 「カドケシ」カラー
  - 「たまごっちの住むカドケシ」（2006年11月23日発売）　
  - 「カドケシサクラサク」（2006年12月25日発売）
  - 「カドケシアニマル」「カドケシアニマルプチアソートBOX」(2008年2月8日発売）
  - 「カドケシスティック」 (2009年3月19日発売）